# Хърватска глаголица
Хърватската глаголица е вариант на глаголицата, който се използва в Хърватия. Този глаголически шрифт е познат още и като ъглеста глаголица. Поради това, че хърватската глаголица се използва за хърватската редакция на старобългарския език, някои от буквите на първоначалната глаголица са изоставени (еровете, юсовете, ы), а е въведена и нова буква за й.

## Исторически развой

### Формиране
След като глаголицата се налага като основна писменост в Хърватия през 11 и 12 век, през 13 век тя преживява бурен разцвет, поради благоприятни църковно-политически фактори. Усилената книжовна дейност в Хърватия през 13 век води до формиране на особен тип глаголическа писменост – унциална (уставна) глаголица, характерна с прилепване на буквите към линиите на редовете, с предимно правоъгълни или триъгълни очертания, както и с излизане на „слабите“ буквени части извън основните линии на редовете (при буквите ж и л – над реда, а при п и ю – под реда). Този тип глаголическо писмо се усъвършенства постепенно до началото на 14 век, но още през втората половина на 13 век основното оформяне на буквите вече е завършено.

### Златна епоха и западане
14 и особено 15 век се смятат за златна епоха в хърватската глаголическа традиция. Въпреки че на хърватски започва да се пише с латиница още в средата на 14 век (от този период е известна Шибенската молитва, писана на латиница), глаголицата остава основна писменост чак до началото на 16 век. През 1483 г. във Венеция е отпечатана и първата хърватска книга на глаголица „Требник по закона на римския двор“. Там се отпечатват още няколко книги с глаголица. В края на 15 и началото на 16 век се отпечатват множество религиозни книги с глаголица на хърватски в глаголическата печатница в Сень. Въпреки че в Хърватия започва да се налага латиницата, през 1530 и 1531 г. в Риека работи глаголическа печатница, която печата книги и с историческо съдържание. През 1561 г., след фалита на хърватските печатници, отново във Венеция, е отпечатан „Молитвеникът на Брозич“, който се смята за последната старопечатна книга на хърватска глаголица. Обаче в периода 1561 – 1564 г. в Урах край Тюбинген работи протестантска печатница, в която са отпечатани и книги на хърватски с глаголица.

### Възраждане на глаголическата традиция
През 17 век се възражда използването на глаголица в Хърватия, но текстовете се печатат вече не на хърватската редакция на старобългарския език, а на църковнославянски с глаголица.
Хърватската глаголическа традиция на практика се възражда от Драгутин Антун Парчич през 1893 г. с отпечатване на хърватски глаголически требник в Рим. След решението на Втория ватикански съвет от 1965 г. в Хърватия богослужението става само на съвременен хърватски език, а само при тържествени случаи се използва старият език от глаголическите книги. Напоследък дори има тенденция към ново възраждане на хърватската глаголическа традиция, като дори нови литургични текстове се превеждат на хърватски църковнославянски.